# Czechy na Zimowych Igrzyskach Olimpijskich 2022
Czechy na Zimowych Igrzyskach Olimpijskich 2022 – występ kadry sportowców reprezentujących Czechy na igrzyskach olimpijskich, które odbyły się w Pekinie, w Chińskiej Republice Ludowej, w dniach 4–20 lutego 2022 roku.
Reprezentacja Czech liczyła stu czternaścioro zawodników – pięćdziesiąt pięć kobiet i pięćdziesięciu dziewięciu mężczyzn, którzy wystąpili we wszystkich 15 dyscyplinach.
Był to ósmy start Czech na zimowych igrzyskach olimpijskich i dwudziesty czwarty wliczając również występy Czechosłowacji.

## Zdobyte medale
Czesi zdobyli dwa medale - złoto Ester Ledeckiej w snowboardzie i brąz łyżwiarki szybkiej Martiny Sáblíkovej. Był to siódmy wynik w dotychczasowej historii startów Czech na zimowych igrzyskach olimpijskich (dziewiąty wliczając również występy Czechosłowacji) i najsłabszy od Zimowych Igrzyskach Olimpijskich 1994 w Lillehammer.
| Data      | Medal | Zawodnik          | Dyscyplina          | Konkurencja              |
| --------- | ----- | ----------------- | ------------------- | ------------------------ |
| 8 lutego  | Złoto | Ester Ledecká     | Snowboarding        | slalom równoległy kobiet |
| 10 lutego | Brąz  | Martina Sáblíková | Łyżwiarstwo szybkie | 5000 m kobiet            |

## Reprezentanci

### Biathlon
| Zawodnik                                                           | Konkurencja                | Czas                                      | Strzelanie                           | Miejsce | Źródło |
| ------------------------------------------------------------------ | -------------------------- | ----------------------------------------- | ------------------------------------ | ------- | ------ |
| Lucie Charvátová                                                   | bieg indywidualny kobiet   | 44:46.6                                   | 2 (0+1+0+1)                          | 19.     | [ 1 ]  |
| Lucie Charvátová                                                   | bieg masowy kobiet         | 44:28.7                                   | 5 (0+2+2+1)                          | 28.     | [ 1 ]  |
| Lucie Charvátová                                                   | bieg pościgowy kobiet      | 46:46.6                                   | 4 (2+1+0+1)                          | 34.     | [ 1 ]  |
| Lucie Charvátová                                                   | sprint kobiet              | 22:35.6                                   | 1 (0+1)                              | 25.     | [ 1 ]  |
| Markéta Davidová                                                   | bieg indywidualny kobiet   | 43:44.6                                   | 1 (0+0+0+1)                          | 6.      | [ 2 ]  |
| Markéta Davidová                                                   | bieg masowy kobiet         | 41:11.4                                   | 4 (1+0+1+2)                          | 4.      | [ 2 ]  |
| Markéta Davidová                                                   | bieg pościgowy kobiet      | 44:44.6                                   | 4 (1+1+1+1)                          | 28.     | [ 2 ]  |
| Markéta Davidová                                                   | sprint kobiet              | 23:11.8                                   | 4 (2+2)                              | 41.     | [ 2 ]  |
| Jessica Jislová                                                    | bieg indywidualny kobiet   | 46:17.5                                   | 2 (0+1+0+1)                          | 27.     | [ 3 ]  |
| Jessica Jislová                                                    | bieg pościgowy kobiet      | 48:17.5                                   | 2 (0+1+0+1)                          | 35.     | [ 3 ]  |
| Jessica Jislová                                                    | sprint kobiet              | 22:42.7                                   | 1 (1+0)                              | 31.     | [ 3 ]  |
| Mikuláš Karlík                                                     | bieg indywidualny mężczyzn | 52:56.3                                   | 3 (0+0+0+3)                          | 31.     | [ 4 ]  |
| Mikuláš Karlík                                                     | bieg pościgowy mężczyzn    | 45:38,8                                   | 8 (1+3+3+1)                          | 42.     | [ 4 ]  |
| Mikuláš Karlík                                                     | sprint mężczyzn            | 25:48.8                                   | 3 (0+3)                              | 28.     | [ 4 ]  |
| Michal Krčmář                                                      | bieg indywidualny mężczyzn | 55:27.9                                   | 5 (0+1+3+1)                          | 59.     | [ 5 ]  |
| Michal Krčmář                                                      | bieg masowy mężczyzn       | 41:54.9                                   | 5 (0+1+1+3)                          | 21.     | [ 5 ]  |
| Michal Krčmář                                                      | bieg pościgowy mężczyzn    | 44:06,9                                   | 7 (1+0+4+1)                          | 34.     | [ 5 ]  |
| Michal Krčmář                                                      | sprint mężczyzn            | 25:22.4                                   | 1 (0+1)                              | 16.     | [ 5 ]  |
| Jakub Štvrtecký                                                    | bieg indywidualny mężczyzn | 55:52.7                                   | 5 (0+3+0+2)                          | 65.     | [ 6 ]  |
| Jakub Štvrtecký                                                    | bieg pościgowy mężczyzn    | 46:32,1                                   | 7 (0+3+3+1)                          | 48.     | [ 6 ]  |
| Jakub Štvrtecký                                                    | sprint mężczyzn            | 26:48.3                                   | 3 (1+2)                              | 58.     | [ 6 ]  |
| Adam Václavík                                                      | bieg pościgowy mężczyzn    | 45:41,2                                   | 6 (1+1+3+1)                          | 44.     | [ 7 ]  |
| Adam Václavík                                                      | sprint mężczyzn            | 26:50.2                                   | 3 (2+1)                              | 59.     | [ 7 ]  |
| Tereza Voborníková                                                 | bieg indywidualny kobiet   | 46:51.6                                   | 2 (0+0+1+1)                          | 34.     | [ 3 ]  |
| Tereza Voborníková                                                 | bieg pościgowy kobiet      | LAP                                       | LAP                                  | LAP     | [ 3 ]  |
| Tereza Voborníková                                                 | sprint kobiet              | 23:30.9                                   | 2 (2+0)                              | 58.     | [ 3 ]  |
| Milan Žemlička                                                     | bieg indywidualny mężczyzn | 55:44.3                                   | 2 (0+1+0+1)                          | 62.     | [ 8 ]  |
| Eva Puskarčíková Markéta Davidová Jessica Jislová Lucie Charvátová | sztafeta kobiet            | 18:20,2 17:40,7 18:49,8 19:15,3 1:14:06,0 | 0+0 0+2 0+0 0+1 0+1 0+1 0+0 0+3 1+8  | 8.      | [ 9 ]  |
| Jakub Štvrtecký Mikuláš Karlík Adam Václavík Michal Krčmář         | sztafeta mężczyzn          | 22:55,8 20:29,3 LAP                       | 1+3 1+3 0+2 0+3 0+0 2+3 -            | 19.     | [ 10 ] |
| Jessica Jislová Markéta Davidová Mikuláš Karlík Michal Krčmář      | sztafeta mieszana          | 18:40,2 18:44,1 17:11,7 15:44,2 1:10:20,2 | 0+3 0+2 2+3 1+3 0+1 0+2 2+3 1+3 4+17 | 12.     | [ 11 ] |

### Biegi narciarskie
| Zawodnik                                                         | Konkurencja                | Kwalifikacje | Kwalifikacje | Ćwierćfinały | Ćwierćfinały | Półfinały | Półfinały | Finał                                     | Finał   | Źródło |
| Zawodnik                                                         | Konkurencja                | Czas         | Miejsce      | Czas         | Miejsce      | Czas      | Miejsce   | Czas                                      | Miejsce | Źródło |
| ---------------------------------------------------------------- | -------------------------- | ------------ | ------------ | ------------ | ------------ | --------- | --------- | ----------------------------------------- | ------- | ------ |
| Tereza Beranová                                                  | sprint kobiet              | 3:22.20      | 22. Q        | 3:22.59      | 4.           | NQ        | NQ        | NQ                                        | 20.     | [ 12 ] |
| Ondřej Černý                                                     | sprint mężczyzn            | 2:50.65      | 9. Q         | 3:10.62      | 6.           | NQ        | NQ        | NQ                                        | 26.     | [ 13 ] |
| Adam Fellner                                                     | bieg indywidualny mężczyzn | —            | —            | —            | —            | —         | —         | 41:01.0                                   | 31.     | [ 14 ] |
| Adam Fellner                                                     | bieg łączony mężczyzn      | —            | —            | —            | —            | —         | —         | 1:25:39.5                                 | 46.     | [ 14 ] |
| Adam Fellner                                                     | bieg masowy mężczyzn       | —            | —            | —            | —            | —         | —         | 1:18:14.3                                 | 42.     | [ 14 ] |
| Zuzana Holíková                                                  | sprint kobiet              | 3:29.63      | 44.          | NQ           | NQ           | NQ        | NQ        | NQ                                        | 44.     | [ 15 ] |
| Petra Hynčicová                                                  | bieg indywidualny kobiet   | —            | —            | —            | —            | —         | —         | 31:28.0                                   | 42.     | [ 16 ] |
| Petra Hynčicová                                                  | bieg łączony kobiet        | —            | —            | —            | —            | —         | —         | 48:40.8                                   | 26.     | [ 16 ] |
| Petra Hynčicová                                                  | bieg masowy kobiet         | —            | —            | —            | —            | —         | —         | 1:36:26.6                                 | 41.     | [ 16 ] |
| Petra Hynčicová                                                  | sprint kobiet              | 3:24.51      | 33.          | NQ           | NQ           | NQ        | NQ        | NQ                                        | 33.     | [ 16 ] |
| Kateřina Janatová                                                | bieg indywidualny kobiet   | —            | —            | —            | —            | —         | —         | 31:07.2                                   | 34.     | [ 17 ] |
| Kateřina Janatová                                                | bieg masowy kobiet         | —            | —            | —            | —            | —         | —         | 1:31:43.2                                 | 22.     | [ 17 ] |
| Kateřina Janatová                                                | sprint kobiet              | 3:20.80      | 15. Q        | 3:20.12      | 4.           | NQ        | NQ        | NQ                                        | 19.     | [ 17 ] |
| Petr Knop                                                        | bieg indywidualny mężczyzn | —            | —            | —            | —            | —         | —         | 42:34.4                                   | 54.     | [ 18 ] |
| Petr Knop                                                        | bieg łączony mężczyzn      | —            | —            | —            | —            | —         | —         | 1:25:38.4                                 | 44.     | [ 18 ] |
| Petr Knop                                                        | bieg masowy mężczyzn       | —            | —            | —            | —            | —         | —         | 1:16:35.0                                 | 37.     | [ 18 ] |
| Michal Novák                                                     | bieg indywidualny mężczyzn | —            | —            | —            | —            | —         | —         | 42:06.6                                   | 50.     | [ 19 ] |
| Michal Novák                                                     | bieg łączony mężczyzn      | —            | —            | —            | —            | —         | —         | 1:20:50.9                                 | 18.     | [ 19 ] |
| Michal Novák                                                     | bieg masowy mężczyzn       | —            | —            | —            | —            | —         | —         | DNS                                       | DNS     | [ 19 ] |
| Michal Novák                                                     | sprint mężczyzn            | 2:52.49      | 21. Q        | 2:55.36      | 5.           | NQ        | NQ        | NQ                                        | 23.     | [ 19 ] |
| Petra Nováková                                                   | bieg indywidualny kobiet   | —            | —            | —            | —            | —         | —         | 31:00.7                                   | 30.     | [ 20 ] |
| Petra Nováková                                                   | bieg łączony kobiet        | —            | —            | —            | —            | —         | —         | 48:52,7                                   | 30.     | [ 20 ] |
| Petra Nováková                                                   | bieg masowy kobiet         | —            | —            | —            | —            | —         | —         | DNF                                       | DNF     | [ 20 ] |
| Jan Pechoušek                                                    | bieg indywidualny mężczyzn | —            | —            | —            | —            | —         | —         | DNS                                       | DNS     | [ 21 ] |
| Jan Pechoušek                                                    | sprint mężczyzn            | 2:55.03      | 33.          | NQ           | NQ           | NQ        | NQ        | NQ                                        | 33.     | [ 21 ] |
| Luděk Šeller                                                     | sprint mężczyzn            | 2:54.09      | 29. Q        | 3:01.83      | 6.           | NQ        | NQ        | NQ                                        | 29.     | [ 22 ] |
| Kateřina Janatová Petra Hynčicová                                | sprint drużynowy kobiet    | —            | —            | —            | —            | 23:55,59  | 8.        | NQ                                        | 15.     | [ 23 ] |
| Luděk Šeller Michal Novák                                        | sprint drużynowy mężczyzn  | —            | —            | —            | —            | 20:36,70  | 7.        | NQ                                        | 14.     | [ 24 ] |
| Tereza Beranová Petra Nováková Kateřina Janatová Petra Hynčicová | sztafeta kobiet            | —            | —            | —            | —            | —         | —         | 17:08,7 15:27,8 13:14,6 13:41,5 59:32,6   | 13.     | [ 25 ] |
| Adam Fellner Michal Novák Petr Knop Jan Pechoušek                | sztafeta mężczyzn          | —            | —            | —            | —            | —         | —         | 31:48,8 31:58,1 29:06,0 32:04,9 2:04:57,8 | 12.     | [ 26 ] |

### Bobsleje
| Zawodnik                                                | Konkurencja      | 1. przejazd | 1. przejazd | 2. przejazd | 2. przejazd | 3. przejazd | 3. przejazd | 4. przejazd | 4. przejazd | Suma    | Suma    | Źródło |
| Zawodnik                                                | Konkurencja      | Czas        | Miejsce     | Czas        | Miejsce     | Czas        | Miejsce     | Czas        | Miejsce     | Czas    | Miejsce | Źródło |
| ------------------------------------------------------- | ---------------- | ----------- | ----------- | ----------- | ----------- | ----------- | ----------- | ----------- | ----------- | ------- | ------- | ------ |
| Dominik Dvořák Jakub Nosek                              | dwójki mężczyzn  | 59,90       | 15.         | 1:00,04     | 11.         | 1:00,20     | 16.         | 1:00,16     | 13.         | 4:00,30 | 15.     | [ 27 ] |
| Dominik Dvořák Jan Šindelář Jakub Nosek Dominik Záleský | czwórki mężczyzn | 59,71       | 23.         | 59,80       | 21.         | 59,65       | 22.         | NQ          | NQ          | 2:59,16 | 21.     | [ 28 ] |

### Curling
| Drużyna                    | Konkurencja            | Faza grupowa     | Faza grupowa     | Faza grupowa      | Faza grupowa     | Faza grupowa            | Faza grupowa        | Faza grupowa               | Faza grupowa     | Faza grupowa     | Faza grupowa | Półfinały        | Finał/3.miejsce  | Pozycja | Źródło |
| Drużyna                    | Konkurencja            | Przeciwnik Wynik | Przeciwnik Wynik | Przeciwnik Wynik  | Przeciwnik Wynik | Przeciwnik Wynik        | Przeciwnik Wynik    | Przeciwnik Wynik           | Przeciwnik Wynik | Przeciwnik Wynik | Pozycja      | Przeciwnik Wynik | Przeciwnik Wynik | Pozycja | Źródło |
| -------------------------- | ---------------------- | ---------------- | ---------------- | ----------------- | ---------------- | ----------------------- | ------------------- | -------------------------- | ---------------- | ---------------- | ------------ | ---------------- | ---------------- | ------- | ------ |
| Tomáš Paul, Zuzana Paulová | turniej par mieszanych | Norwegia · W 7:6 | Szwecja · P 4:7  | Australia · W 8:2 | Włochy · P 2:10  | Wielka Brytania · P 3:8 | Szwajcaria · P 3:11 | Stany Zjednoczone · W 10:8 | Kanada · P 5:7   | Chiny · W 8:6    | 6.           | NQ               | NQ               | 6.      | [ 29 ] |

### Hokej na lodzie
| Drużyna                      | Konkurencja      | Faza grupowa     | Faza grupowa     | Faza grupowa                        | Faza grupowa     | Faza grupowa | Runda kwalifikacyjna | Ćwierćfinały            | Półfinały        | Finał            | Pozycja | Źródło |
| Drużyna                      | Konkurencja      | Przeciwnik Wynik | Przeciwnik Wynik | Przeciwnik Wynik                    | Przeciwnik Wynik | Pozycja      | Przeciwnik Wynik     | Przeciwnik Wynik        | Przeciwnik Wynik | Przeciwnik Wynik | Pozycja | Źródło |
| ---------------------------- | ---------------- | ---------------- | ---------------- | ----------------------------------- | ---------------- | ------------ | -------------------- | ----------------------- | ---------------- | ---------------- | ------- | ------ |
| Reprezentacja Czech kobiet   | turniej kobiet   | Chiny W 3:1      | Szwecja W 3:1    | Dania P 2:3                         | Japonia P 2:3    | 2. Q         | —                    | Stany Zjednoczone P 1:4 | NQ               | NQ               | 7.      | [ 30 ] |
| Reprezentacja Czech mężczyzn | turniej mężczyzn | Dania P 1:2      | Szwajcaria W 2:1 | Rosyjski Komitet Olimpijski · W 6:5 | —                | 3. q         | Szwajcaria P 2:4     | NQ                      | NQ               | NQ               | 9.      | [ 31 ] |

Skład reprezentacji Czech kobiet
Bramkarki: Klára Peslarová, Viktorie Švejdová, Kateřina Zechovská, Obrończynie: Sára Čajanová, Pavlína Horálková, Samantha Kolowratová, Dominika Lásková, Daniela Pejšová, Tereza Radová, Aneta Tejralová, Napastniczki: Kateřina Bukolská, Klára Hymlarová, Denisa Křížová, Aneta Lédlová, Alena Mills, Natálie Mlýnková, Kateřina Mrázová, Noemi Neubauerová, Kristýna Pátková, Michaela Pejzlová, Vendula Přibylová, Lenka Serdar, Tereza Vanišová, Trener: Tomáš Pacina
Skład reprezentacji Czech mężczyzn
Bramkarze: Patrik Bartošák, Šimon Hrubec, Roman Will; Obrońcy: Jakub Jeřábek, Lukáš Klok, Tomáš Kundrátek, Vojtěch Mozík, Ronald Knot, David Musil, David Sklenička, Libor Šulák; Napastnicy: Roman Červenka, Michael Frolík, Tomáš Hyka, Jan Kovář, David Krejčí, Radan Lenc, Michal Řepík, Lukáš Sedlák, Jiří Smejkal, Vladimír Sobotka, Michael Špaček, Matěj Stránský, Hynek Zohorna, Tomáš Zohorna; Trener: Filip Pešán

### Kombinacja norweska
| Zawodnik                                           | Konkurencja                     | Skok                    | Skok                        | Skok    | Bieg                                    | Bieg    | Miejsce | Źródło |
| Zawodnik                                           | Konkurencja                     | Odległość               | Punkty                      | Miejsce | Czas                                    | Miejsce | Miejsce | Źródło |
| -------------------------------------------------- | ------------------------------- | ----------------------- | --------------------------- | ------- | --------------------------------------- | ------- | ------- | ------ |
| Lukáš Daněk                                        | skocznia normalna/bieg na 10 km | 97.0                    | 98.2                        | 25.     | 25:22.8                                 | 22.     | 21.     | [ 32 ] |
| Lukáš Daněk                                        | skocznia duża/bieg na 10 km     | 117.0                   | 86.1                        | 31.     | 27:32.3                                 | 30.     | 30.     | [ 32 ] |
| Ondřej Pažout                                      | skocznia normalna/bieg na 10 km | 96.0                    | 99.9                        | 22.     | 26:19.4                                 | 30.     | 29.     | [ 33 ] |
| Ondřej Pažout                                      | skocznia duża/bieg na 10 km     | 123.5                   | 99.0                        | 20.     | 27:46.7                                 | 35.     | 29.     | [ 33 ] |
| Tomáš Portyk                                       | skocznia normalna/bieg na 10 km | 97.0                    | 110.8                       | 13.     | 25:47.4                                 | 26.     | 20.     | [ 34 ] |
| Tomáš Portyk                                       | skocznia duża/bieg na 10 km     | 128.0                   | 97.8                        | 22.     | 27:32.6                                 | 31.     | 27.     | [ 34 ] |
| Jan Vytrval                                        | skocznia normalna/bieg na 10 km | 92.5                    | 93.5                        | 29.     | 25:26.7                                 | 24.     | 26.     | [ 35 ] |
| Jan Vytrval                                        | skocznia duża/bieg na 10 km     | 125.0                   | 97.0                        | 23.     | 26:26.1                                 | 14.     | 18.     | [ 35 ] |
| Ondřej Pažout Jan Vytrval Lukáš Daněk Tomáš Portyk | drużynowo                       | 127,5 120,5 122,0 123,5 | 105,7 101,2 97,1 99,7 403,7 | 6.      | 12:59,9 12:39,1 13:04,2 12:51,4 51:34,6 | 7.      | 7.      | [ 36 ] |

### Łyżwiarstwo figurowe
| Zawodnik                           | Konkurencja   | SP / RD | SP / RD | FS / FD | FS / FD | Nota łączna | Nota łączna | Źródło |
| Zawodnik                           | Konkurencja   | Punkty  | Poz.    | Punkty  | Poz.    | Punkty      | Poz.        | Źródło |
| ---------------------------------- | ------------- | ------- | ------- | ------- | ------- | ----------- | ----------- | ------ |
| Martin Bidař Jelizaveta Žuková     | pary sportowe | 54,64   | 17.     | NQ      | NQ      | 54,64       | 17.         | [ 37 ] |
| Michal Březina                     | soliści       | 75,19   | 25.     | NQ      | NQ      | 75,19       | 25.         | [ 38 ] |
| Eliška Březinová                   | solistki      | 64,31   | 12. Q   | 111,10  | 21.     | 175,41      | 20.         | [ 39 ] |
| Natálie Taschlerová Filip Taschler | pary taneczne | 67,22   | 17. Q   | 101,10  | 17.     | 168,32      | 16.         | [ 40 ] |

drużynowo
| Zawodnicy                                                                                               | Konkurencja      | Soliści       | Soliści | Solistki      | Solistki | Pary sportowe | Pary sportowe | Pary taneczne | Pary taneczne | Wynik  | Wynik   | Źródło |
| Zawodnicy                                                                                               | Konkurencja      | SP            | FS      | SP            | FS       | SP            | FS            | RD            | FD            | Punkty | Miejsce |        |
| --- | ---------------- | ------------- | ------- | ------------- | -------- | ------------- | ------------- | ------------- | ------------- | ------ | ------- | ------ |
| Michal Březina, Eliška Březinová, Martin Bidař / Jelizaveta Žuková Natálie Taschlerová / Filip Taschler | zawody drużynowe | 76,77 (4 pkt) | NQ      | 61,05 (3 pkt) | NQ       | 56,70 (3 pkt) | NQ            | 68,99 (5 pkt) | NQ            | 15     | 8.      | [ 41 ] |

### Łyżwiarstwo szybkie
| Zawodnik          | Konkurencja        | Finał   | Finał  | Finał   | Źródło |
| Zawodnik          | Konkurencja        | Czas    | Strata | Miejsce | Źródło |
| ----------------- | ------------------ | ------- | ------ | ------- | ------ |
| Martina Sáblíková | 3000 m kobiet      | 4:00,34 | +3,41  | 4.      | [ 42 ] |
| Martina Sáblíková | 5000 m kobiet      | 6:50,09 | +6,58  | brąz    | [ 42 ] |
| Nikola Zdráhalová | 500 m kobiet       | 39,18   | +2,14  | 25.     | [ 43 ] |
| Nikola Zdráhalová | 1000 m kobiet      | 1:18,75 | +5,56  | 27.     | [ 43 ] |
| Nikola Zdráhalová | 1500 m kobiet      | 1:59,54 | +6,26  | 21.     | [ 43 ] |
| Nikola Zdráhalová | 3000 m kobiet      | 4:13,13 | +16.20 | 18.     | [ 43 ] |
| Nikola Zdráhalová | bieg masowy kobiet | DNS     | DNS    | DNS     | [ 43 ] |

### Narciarstwo alpejskie
| Zawodnik         | Konkurencja              | 1 przejazd | 1 przejazd | 2 przejazd | 2 przejazd | Łącznie | Łącznie | Źródło |
| Zawodnik         | Konkurencja              | Czas       | Pozycja    | Czas       | Pozycja    | Czas    | Pozycja | Źródło |
| ---------------- | ------------------------ | ---------- | ---------- | ---------- | ---------- | ------- | ------- | ------ |
| Gabriela Capová  | slalom kobiet            | 55.96      | 33.        | 55.28      | 33.        | 1:51.24 | 32.     | [ 44 ] |
| Martina Dubovská | slalom kobiet            | 53.90      | 16.        | 53.13      | 14.        | 1:47.03 | 13.     | [ 45 ] |
| Kryštof Krýzl    | slalom mężczyzn          | DNF        | DNF        | NQ         | NQ         | DNF     | DNF     | [ 46 ] |
| Kryštof Krýzl    | slalom gigant mężczyzn   | 1:07.29    | 26.        | 1:08.27    | 19.        | 2:15.56 | 19.     | [ 46 ] |
| Ester Ledecká    | supergigant kobiet       | —          | —          | —          | —          | 1:13.94 | 5.      | [ 47 ] |
| Ester Ledecká    | superkombinacja kobiet   | 1:32.43    | 2.         | 55.89      | 5.         | 2:28.32 | 4.      | [ 47 ] |
| Ester Ledecká    | zjazd kobiet             | —          | —          | —          | —          | 1:38.18 | 27.     | [ 47 ] |
| Tereza Nová      | supergigant kobiet       | —          | —          | —          | —          | 1:17.88 | 33.     | [ 48 ] |
| Tereza Nová      | superkombinacja kobiet   | 1:37.07    | 23.        | 58.39      | 12.        | 2:35.46 | 14.     | [ 48 ] |
| Tereza Nová      | zjazd kobiet             | —          | —          | —          | —          | 1:39.38 | 28.     | [ 48 ] |
| Barbora Nováková | supergigant kobiet       | —          | —          | —          | —          | 1:18.26 | 36.     | [ 49 ] |
| Barbora Nováková | zjazd kobiet             | —          | —          | —          | —          | 1:39.50 | 29.     | [ 49 ] |
| Elese Sommerová  | slalom kobiet            | 56.38      | 38.        | DNF        | DNF        | DNF     | DNF     | [ 50 ] |
| Elese Sommerová  | slalom gigant kobiet     | DNF        | DNF        | NQ         | NQ         | DNF     | DNF     | [ 50 ] |
| Jan Zabystřan    | slalom mężczyzn          | DNF        | DNF        | NQ         | NQ         | DNF     | DNF     | [ 51 ] |
| Jan Zabystřan    | slalom gigant mężczyzn   | DNF        | DNF        | NQ         | NQ         | DNF     | DNF     | [ 51 ] |
| Jan Zabystřan    | supergigant mężczyzn     | —          | —          | —          | —          | 1:23.09 | 25.     | [ 51 ] |
| Jan Zabystřan    | superkombinacja mężczyzn | 1:44.54    | 9.         | DNF        | DNF        | DNF     | DNF     | [ 51 ] |

drużynowe
| Zawodnicy                                               | Konkurencja      | 1/8 finału       | Ćwierćfinał      | Półfinał         | Mecz o brązowy medal | Finał            | Miejsce | Źródło |
| Zawodnicy                                               | Konkurencja      | Przeciwnik Wynik | Przeciwnik Wynik | Przeciwnik Wynik | Przeciwnik Wynik     | Przeciwnik Wynik | Miejsce | Źródło |
| ------------------------------------------------------- | ---------------- | ---------------- | ---------------- | ---------------- | -------------------- | ---------------- | ------- | ------ |
| Tereza Nová Elese Sommerová Kryštof Krýzl Jan Zabystřan | zawody drużynowe | Francja · P 1–3  | NQ               | NQ               | NQ                   | NQ               | 13.     | [ 52 ] |

### Narciarstwo dowolne
| Zawodnicy      | Konkurencja     | Rozstawienie | Rozstawienie | 1/8 finału | Ćwierćfinał | Półfinał | Finał/Finał B | Miejsce | Źródło |
| Zawodnicy      | Konkurencja     | Czas         | Miejsce      | Pozycja    | Pozycja     | Pozycja  | Pozycja       | Miejsce | Źródło |
| -------------- | --------------- | ------------ | ------------ | ---------- | ----------- | -------- | ------------- | ------- | ------ |
| Nikol Kučerová | skicross kobiet | 1:21.96      | 23.          | 3.         | NQ          | NQ       | NQ            | 23.     | [ 53 ] |

### Saneczkarstwo
| Zawodnik                                                   | Konkurencja      | 1. przejazd | 1. przejazd | 2. przejazd | 2. przejazd | 3. przejazd | 3. przejazd | 4. przejazd | 4. przejazd | Suma     | Suma    | Źródło |
| Zawodnik                                                   | Konkurencja      | Czas        | Miejsce     | Czas        | Miejsce     | Czas        | Miejsce     | Czas        | Miejsce     | Czas     | Miejsce | Źródło |
| ---------------------------------------------------------- | ---------------- | ----------- | ----------- | ----------- | ----------- | ----------- | ----------- | ----------- | ----------- | -------- | ------- | ------ |
| Anna Čežíková                                              | jedynki kobiet   | 1:00,392    | 28.         | 1:01,169    | 30.         | 1:00,101    | 29.         | NQ          | NQ          | 3:01,662 | 30.     | [ 54 ] |
| Michael Lejsek                                             | jedynki mężczyzn | 59,542      | 28.         | 59,945      | 31.         | 1:00,080    | 32.         | NQ          | NQ          | 2:59,567 | 30.     | [ 55 ] |
| Filip Vejdělek Zdeněk Pěkný                                | dwójki mężczyzn  | 1:00,248    | 16.         | 59,869      | 14.         | —           | —           | —           | —           | 2:00,117 | 16.     | [ 56 ] |
| Anna Čežíková Michael Lejsek Filip Vejdělek / Zdeněk Pěkný | sztafeta         | 1:01,852    | 12. (JK)    | 1:03,545    | 12. (JM)    | 1:04,159    | 10. (DM)    | —           | —           | 3:09,556 | 10.     | [ 57 ] |

### Short track
| Zawodnik         | Konkurencja   | Kwalifikacje | Kwalifikacje | Ćwierćfinał | Ćwierćfinał | Półfinał | Półfinał | Finał/Finał B | Finał/Finał B | Miejsce | Źródło |
| Zawodnik         | Konkurencja   | Czas         | Pozycja      | Czas        | Pozycja     | Czas     | Pozycja  | Czas          | Pozycja       | Miejsce | Źródło |
| ---------------- | ------------- | ------------ | ------------ | ----------- | ----------- | -------- | -------- | ------------- | ------------- | ------- | ------ |
| Michaela Hrůzová | 500 m kobiet  | 45,060       | 3.           | NQ          | NQ          | NQ       | NQ       | NQ            | NQ            | 24.     | [ 58 ] |
| Michaela Hrůzová | 1500 m kobiet | —            | —            | 2:21,278    | 4. q        | 2:21,386 | 4. QB    | 2:46,664      | 7. FB         | 14.     | [ 58 ] |

### Skeleton
| Zawodnik          | Konkurencja  | Ślizg 1 | Ślizg 1 | Ślizg 2 | Ślizg 2 | Ślizg 3 | Ślizg 3 | Ślizg 4 | Ślizg 4 | Łącznie | Pozycja | Źródło |
| Zawodnik          | Konkurencja  | Czas    | Pozycja | Czas    | Pozycja | Czas    | Pozycja | Czas    | Pozycja | Łącznie | Pozycja | Źródło |
| ----------------- | ------------ | ------- | ------- | ------- | ------- | ------- | ------- | ------- | ------- | ------- | ------- | ------ |
| Anna Fernstädtová | ślizg kobiet | 1:02,35 | 6       | 1:02,44 | 6       | 1:02,27 | 10      | 1:02,26 | 6       | 4:09,32 | 7.      | [ 59 ] |

### Skoki narciarskie
| Zawodnik                                                           | Konkurencja                | Kwalifikacje | Kwalifikacje | Kwalifikacje | Runda 1.                | Runda 1.                    | Runda 1. | Runda 2.            | Runda 2.                    | Runda 2. | Suma   | Suma    | Źródło |
| Zawodnik                                                           | Konkurencja                | Odległość    | Punkty       | Miejsce      | Odległość               | Punkty                      | Miejsce  | Odległość           | Punkty                      | Miejsce  | Punkty | Miejsce | Źródło |
| ------------------------------------------------------------------ | -------------------------- | ------------ | ------------ | ------------ | ----------------------- | --------------------------- | -------- | ------------------- | --------------------------- | -------- | ------ | ------- | ------ |
| Roman Koudelka                                                     | skocznia normalna mężczyzn | 93.5         | 93.4         | 19. Q        | 102.0                   | 130.4                       | 11. Q    | 97.5                | 119.1                       | 22.      | 249.5  | 18.     | [ 60 ] |
| Čestmír Kožíšek                                                    | skocznia normalna mężczyzn | 93.0         | 91.4         | 22. Q        | 100.0                   | 119.3                       | 30. Q    | 85.0                | 92.6                        | 29.      | 211.9  | 29.     | [ 61 ] |
| Filip Sakala                                                       | skocznia normalna mężczyzn | 67.5         | 39.2         | 51.          | NQ                      | NQ                          | NQ       | NQ                  | NQ                          | NQ       | NQ     | 51.     | [ 62 ] |
| Roman Koudelka                                                     | skocznia duża mężczyzn     | 109.0        | 79.5         | 48. Q        | 124.0                   | 108.7                       | 41.      | NQ                  | NQ                          | NQ       | 108.7  | 41.     | [ 60 ] |
| Čestmír Kožíšek                                                    | skocznia duża mężczyzn     | 126.0        | 107.8        | 25. Q        | 122.5                   | 108.1                       | 42.      | NQ                  | NQ                          | NQ       | 108.1  | 42.     | [ 61 ] |
| Radek Rýdl                                                         | skocznia duża mężczyzn     | 105.0        | 74.5         | 50. Q        | 118.5                   | 96.7                        | 47.      | NQ                  | NQ                          | NQ       | 96.7   | 47.     | [ 63 ] |
| Filip Sakala                                                       | skocznia duża mężczyzn     | 110.5        | 84.3         | 45. Q        | 116.0                   | 93.1                        | 48.      | NQ                  | NQ                          | NQ       | 93.1   | 48.     | [ 62 ] |
| Anežka Indráčková                                                  | skocznia normalna kobiet   | —            | —            | —            | 79.0                    | 62.8                        | 29. Q    | 72.5                | 60.5                        | 28.      | 123.3  | 30.     | [ 64 ] |
| Karolína Indráčková                                                | skocznia normalna kobiet   | —            | —            | —            | 82.0                    | 77.4                        | 24. Q    | 65.0                | 53.3                        | 30.      | 130.7  | 28.     | [ 65 ] |
| Klára Ulrichová                                                    | skocznia normalna kobiet   | —            | —            | —            | 70.5                    | 48.2                        | 33.      | NQ                  | NQ                          | NQ       | 48.2   | 33.     | [ 66 ] |
| Viktor Polášek Čestmír Kožíšek Filip Sakala Roman Koudelka         | konkurs drużynowy mężczyzn | —            | —            | —            | 108,0 109,0 101,0 107,5 | 76,87 0,9 55,4 76,4 279,5'  | 9.       | NQ                  | NQ                          | NQ       | 279,5  | 9.      | [ 67 ] |
| Klára Ulrichová Čestmír Kožíšek Karolína Indráčková Roman Koudelka | konkurs drużyn mieszanych  | —            | —            | —            | 78,5 91,0 78,0 93,0     | 76,2 104,5 74,3 107,5 362,5 | 7. Q     | 73,5 92,5 83,0 92,5 | 61,5 106,8 84,5 107,5 360,3 | 7.       | 722,8  | 7.      | [ 68 ] |

### Snowboarding
freestyle
| Zawodnik         | Konkurencja       | Kwalifikacje | Kwalifikacje | Kwalifikacje | Kwalifikacje | Kwalifikacje | Finał | Finał | Finał | Finał | Miejsce | Źródło |
| Zawodnik         | Konkurencja       | Z1           | Z2           | Z3           | W            | M            | Z1    | Z2    | Z3    | W     | Miejsce | Źródło |
| ---------------- | ----------------- | ------------ | ------------ | ------------ | ------------ | ------------ | ----- | ----- | ----- | ----- | ------- | ------ |
| Šárka Pančochová | big air kobiet    | 44.00        | 62.75        | 60.25        | 123.00       | 14. Q        | NQ    | NQ    | NQ    | NQ    | 14.     | [ 69 ] |
| Šárka Pančochová | halfpipe kobiet   | 41.75        | 18.75        | —            | 41.75        | 18.          | NQ    | NQ    | NQ    | NQ    | 18.     | [ 69 ] |
| Šárka Pančochová | slopestyle kobiet | 25.51        | 17.18        | —            | 25.51        | 26.          | NQ    | NQ    | NQ    | NQ    | 26.     | [ 69 ] |

równoległy
| Zawodnik        | Konkurencja              | Rozstawienie | Rozstawienie | 1/8 finału      | Ćwierćfinał     | Półfinał        | Finał           | Miejsce | Źródło |
| Zawodnik        | Konkurencja              | Czas         | Miejsce      | Przeciwnik Czas | Przeciwnik Czas | Przeciwnik Czas | Przeciwnik Czas | Miejsce | Źródło |
| --------------- | ------------------------ | ------------ | ------------ | --------------- | --------------- | --------------- | --------------- | ------- | ------ |
| Ester Ledecká   | slalom równoległy kobiet | 1:23.63      | 1. Q         | Ochner W (RDNF) | Król W (RDNF)   | Dekker W (RDNF) | Ulbing W (RDNF) | złoto   | [ 70 ] |
| Zuzana Maděrová | slalom równoległy kobiet | 1:34.59      | 23.          | NQ              | NQ              | NQ              | NQ              | 23.     | [ 71 ] |

snowboard cross
| Zawodnik          | Konkurencja              | Rozstawienie | Rozstawienie | 1/8 finału | Ćwierćfinał | Półfinał | Finał   | Miejsce | Źródło |
| Zawodnik          | Konkurencja              | Czas         | Miejsce      | Pozycja    | Pozycja     | Pozycja  | Pozycja | Miejsce | Źródło |
| ----------------- | ------------------------ | ------------ | ------------ | ---------- | ----------- | -------- | ------- | ------- | ------ |
| Vendula Hopjáková | snowboard cross kobiet   | 1:25.49      | 23.          | DNF        | NQ          | NQ       | NQ      | 28.     | [ 72 ] |
| Radek Houser      | snowboard cross mężczyzn | DNS          | DNS          | DNS        | NQ          | NQ       | NQ      | -       | [ 73 ] |